# Уриел фон Геминген
Уриел фон Геминген (на немски: Uriel von Gemmingen; * 29 юни 1468, Михелфелд (днес в Ангелбахтал; † 9 февруари 1514, Майнц) от стария алемански рицарски род Геминген в Крайхгау в Баден-Вюртемберг, е курфюрст и архиепископ на Майнц (1508 – 1514). Уриел фон Геминген представя вътрешната църковна реформа.

## Живот
Той е син (един от 21 деца) на Кекханс фон Геминген (1431 – 1487) и съпругата му Бригита фон Нойенщайн, дъщеря на Гьотц фон Нойенщайн и Елза фон Берлихинген.
Уриел следва от 1483 г. в университета в Майнц, от 1484 г. четири години в университета в Париж и от 1488 г. две години в университета в Падуа, където става доктор по римско право и църковно право.
След 1501 г. Уриел е катедрален „кустос“ в катедралата на Вормс. На 27 септември 1508 г. на 40 години е избран за архиепископ на Майнц. Помазан е на 21 декември 1508 г. и започва службата си на 18 март 1509 г. Той получава удар и умира след два дена на 45 години на 9 февруари 1514 г. в Майнц. На 12 февруари той е погребан в катедралата на Майнц. Неговият последник – архиепископ Албрехт фон Бранденбург – му прави гробен паметник.
- Уриел фон Геминген
- Уриел фон Геминген на гроба му